# Shook
Shook is een studioalbum van Iain Matthews, toen nog Ian Matthews geheten. Het album kwam na een mislukt avontuur in de muziekgroep Hi-Fi. Het album bevat jaren 1980 rock en Matthews had het eigenlijk wel gezien als uitvoerend artiest. Na dit album ging hij werken voor platenlabels en belandde uiteindelijk bij het label Windham Hill. Het album is opgenomen in de Mountain Studio in Wales en de Livingston Studio in Londen; in Wales zat John Acock achter de knoppen. 

## Musici
- Iain Matthews – zang, gitaar
- Mark Grifftihs – gitaar, zang
- Rob Metzger – gitaar, Jupiter 8
- Bruce Hazen – gitaar, gitaarsynthesizer
- Adrian Lee – toetsinstrumenten
- Robert Henrit – slagwerk en elektronisch slagwerk

## Muziek
Opvallend is de opname van het nummer Over under shoeways down van The Yardbirds. Een van de schrijvers van het lied is Paul Samwell-Smith, waarmee Matthews in het begin van zijn solocarrière ruzie kreeg bij zijn album If you saw thro' my eyes. 

| Nr. | Titel                                                                                            | Duur |
| --- | ------------------------------------------------------------------------------------------------ | ---- |
| 1.  | Shorting out (Scott Wilks)                                                                       | 5:32 |
| 2.  | Views (dance goes on) (Matthews, Doug Rayburn)                                                   | 4:40 |
| 3.  | Wild places (Duncan Browne)                                                                      | 4:20 |
| 4.  | Indiscreet (Matthews, David Surkamp)                                                             | 4:23 |
| 5.  | Wish (Matthews, Joe Hadlock)                                                                     | 4:55 |
| 6.  | Driver (Matthews)                                                                                | 3:20 |
| 7.  | Tomorrow falls on saturday (Irwin, Irwin)                                                        | 4:48 |
| 8.  | Fear strikes out (Gerry Rafferty)                                                                | 3:58 |
| 9.  | Over under shoeways down (Chris Dreja, Jeff Beck, Jim McCarthy, Paul Samwell- Smith, Keith Relf) | 3:49 |
| 10. | Room services (Goldberg)                                                                         | 3:28 |